# Littérature néo-calédonienne
La littérature néo-calédonienne concerne la littérature en Nouvelle-Calédonie. Elle est surtout écrite et récente. La littérature orale ancienne est plus difficile à évaluer.

## Littérature orale
Dans les premiers temps, existent des parlures autochtones, dont témoignent les mémoires contemporaines, et les anthropologues et les ethnologues (particulièrement Jean Guiart et Alban Bensa).
- Aire coutumière Paici-Camuki (Alban Bensa) :
  - ténô, poésie-récit,
  - jèmââ, récits fondateurs historico-mythiques,
  - jékutä, histoires,
  - tägädé, contes et légendes,
  - mäpéa, anecdotes développées,
  - ololo, berceuses,
  - popai, discours, etc.

Puis, les diverses populations importées ont amené, aménagé, et développé leurs propres parlures, néo-calédoniennes.

### Chant
La musique calédonienne se compose en partie de chants, Voir également danse calédonienne.

### Slam
Le slam, art oratoire poétique, parvient en Océanie dans les années 1990, et rencontre un public.
- Paul Wamo, Laurent Ottogalli, Erwan Botrel, Lyncey Sioremu, Mickaël Prechale Sanchez, Boukman Thonon,
- Anthony Mira, Ludovic Simane Wenethem, Thierry InT.rimes Hoang, Fanny Battaglino, Israëla Sanchez,

## Littérature écrite
Les Kanak ont développé quelques formes de récit graphique, sans écriture, particulièrement bambous gravés.
L'écrit arrive dans l'archipel avec les Européens : commerce, colonisation, évangélisation.

### Long XIXe siècle (1774-1914)
L'ensemble des textes écrits disponibles relève de diverses catégories, principalement issus des archives publiques, civiles, diplomatiques, militaires, pénitentiaires :
- archives publiques diplomatiques,
- archives publiques militaires,
- archives publiques pénitentiaires,
- archives religieuses chrétiennes,
  - missions catholiques maristes[3],[4] : 
    - R.P. Guillaume Douarre (1̠810-1853),
    - R.P. Pierre Rougeyron (1817-1902), Abrégé de la vie d'Hippolyte Bonou, chef de la tribu de Pouébo en Nouvelle-Calédonie (1996, reprise de 1868),
    - Benoît Forestier (1821-1906),
    - R.P. Pierre Lambert (1822-1903),
    - R.P. Mathieu Gagnière (1822-1867)[5], dit Père Gagnière,
    - Charles Girard (dir.), Lettres des missionnaires maristes en Océanie (1836-1854), Paris, Karthala, 2008, (NC 539-682),
    - Georges Pisier[6], Le témoignage de Ta'unga (la Nouvelle-Calédonie vue par un teacher polynésien, avant l'implantation européenne), EH-NC no 25, Nouméa, 1980,
    - Jacques Izoulet[7], Mékétépoum (Histoire de la mission catholique dans l'île de Lifou, au 19e siècle), Paris, L'Harmattan, 1996
    - Léopold Verguet[8], Histoire de la première mission catholique au vicariat de Mélanésie, Carcassonne, 1854, rréd.  (ISBN 979-10-90704-03-9),
    - Jean Gilibert (1818-1891)[9], Un voyage sans retour (De l'Aubrac à la Nouvelle-Calédonie), Journal, CEPAC, 2007,

  - missions protestantes, London Missionary Society, 
    - George Augustus Selwyn (1809-1878), New Zealand Church Missionary Society (en)
    - Jean-François Zorn[10], Le grand siècle d'une mission protestante, la Mission de Paris, de 1822 à 1914, Paris, Karthala, 1993,
- archives personnelles, correspondances privées, journaux intimes,
  - Narcisse-Anténor Leloup (1823-1869) "Pionnier de Nouvelle-Calédonie 1863-1867"[11], recueil de lettres, Paris, L'Harmattan, 2016,
- travaux scientifiques,
  - Karl Friedrich Sarasin (1859-1942), Ethnographie des Kanak de Nouvelle-Calédonie et des Îles Loyauté, 1911-1912[12],[13]
- travaux historiques,
- textes littéraires
  - poèmes
  - romans, récits, textes autobiographiques, etc.,
    - Joseph Morlent (1793-1861)[14], Les Robinsons français ou la Nouvelle-Calédonie, Paris, Mame et Fils édit., 1856,
    - Marie Giovanni, Journal de voyage d'une parisienne (1855-1856),
    - Ulysse de La Hautière, Souvenirs de la Nouvelle-Calédonie : voyage sur la côte orientale : un coup de main chez les Kanacks : Pilou-pilou à Naniouni... (1869),
    - Jules Garnier (1839-1904), Voyage autour du monde : Océanie (1871),
    - Julier Praetor, Souvenirs de la Nouvelle-Calédonie (1871),
    - Henri Thiercelin[15], Chez les anthropophages : Aventures d'une parisienne à la Nouvelle-Calédonie[16], Paris, Lachaud édit., 1872,
    - Élie Berthet (1815-1891), Les Parisiennes à Nouméa, Paris, Sartorius, 1873,
    - Jules Patouillet (18??-19??), médecin de la marine, Voyage autour du monde : trois ans en Nouvelle-Calédonie (1873),
    - Jean de Lamothe, Les compagnons du désespoir (1875),
    - Iblis (?), Aventures et mésaventures algériennes de M. Olivier Pain secrétaire de M. Henri Rochefort (1880),
    - Charles Lemire (1839-1912)[17],  Voyage à pied en Nouvelle-Calédonie (...) (1884),
    - Monchoisy, La Nouvelle Cythère (1888),
    - Jean Dargène (1856-19?)[18], Sous la croix du sud : roman de la Nouvelle-Calédonie[19], Paris, Havard, 1886,
    - Jean Dargène, Sous la croix du Sud : roman de la Calédonie (1891),
    - Jean Carol, Le Bagne (1903),
    - Jules Renard, Les étapes d'un petit parisien (2ème édition, 1911),
    - Luc Dangy (sd), Moi, légionnaire et marsouin : Algérie, Nouvelle-Calédonie, Nouvelles-Hébrides, 1902-1913 (1932)[20]
    - Marc Le Goupils (1860-1942), Dans la brousse calédonienne (1898-1904), Les filles du pionnier, Paris, Hachette, 1910, Comment on cesse d'être colon, Souvenirs d'un planteur (1898-1904) (1928),
    - Michel Millet (1863-1920), 1878 : carnets de campagne en Nouvelle-Calédonie, précédés de La guerre d'Ataï : récit kanak, présentation par Alban Bensa, Toulouse : Anacharsis, 2004,
    - Marie Nervat (1874-1909)[21], et Jacques Nervat[22] (père de Philippe Chabaneix), Célina Landrot. Fille de Pouëmbout. Roman calédonien[23], Paris, Mercure de France, 1904...

La littérature orale kanak est plus difficilement accessible, en traduction-adaptation.

### Court XXe siècle (1914-1980)
La Nouvelle-Calédonie a produit plusieurs écrivains qui, quels que soient leur communauté d'appartenance et leurs styles particuliers, se sont attachés à puiser dans des références culturelles diverses (européennes, tradition orale mélanésienne, parler calédonien). Les plus célèbres historiquement restent Jean Mariotti et Georges Baudoux.
- Georges Baudoux (1870-1940)[26], le premier écrivain calédonien, a écrit plusieurs nouvelles dans les années 1910 et 1940, dont certaines sont publiées par des revues locales (Kaavo en 1919), sous le pseudonyme de Thiosse. Elles sont pourtant compilées dans des recueils et pleinement éditées, seulement après sa mort, notamment à travers les deux tomes de Les Blancs sont venus édités par la Société d'études historiques de la Nouvelle-Calédonie en 1972 et 1979. L'essentiel de ses œuvres décrit et met en avant le cloisonnement de la société coloniale[27]. Il a entretenu des relations de respect avec Maurice Leenhardt et Lucien Lévy-Bruhl.

- Jean Mariotti (1901-1975)[28] a écrit principalement : 
  - Les Contes de Poindi, recueil de contes inspirés de légendes kanaks, publié en 1939 puis revu et corrigé en 1941 et traduit en anglais, en allemand et en slovaque notamment.
  - Takata d'Aïmos[29], roman fantastique lui aussi inspiré d'une légende traditionnelle kanake[30].
  - Remords[31], roman psychologique sur les bagnards[32].
  - À bord de l'incertaine, éd. Stock, Delamain et Boutelleau, Paris, 283 p. (réédité à Papeete en 1981 puis à Nouméa en 1996 et en 2000), récit de fiction se situant dans un pays imaginaire mais inspiré de son enfance dans le petit village calédonien de Farino[33].
  - Le Dernier voyage du Thétis, éd. Stock, Paris, 1947, 251 p., recueil comprenant 7 nouvelles : Le Dernier Voyage du "Thétis", Paysage,  Le Porto du "Drafn", Toi y'en a monnaie ?, Simple histoire, L'épopée accidentelle, Nuit calédonienne[34].
  - Également plusieurs ouvrages sur l'histoire, la géographie ou l'économie de la Nouvelle-Calédonie.

- Alain Laubreaux (1899̠-1968), qui a fait publier Georges Baudoux, et publié lui-même trois romans, Yan̠-le-Métis (1928), Le Rocher à la voile (1930), Wara (1932), mais au cœur d'une affaire (Jean Guiart, 2013:177),
- Paul Bloc, Les filles de Néama et le colon Brossard (1965)[35], Les confidences d'un cannibale (1966),
- Albert Garenne (1873-1958)[36], Idylle canaque, passions et drames coloniaux (1932),

Parmi les écrivains-poètes : 
- Georges-Eugène Bertin (1868-1938)[37],[38],
- Antoine Soury-Lavergne (1879-1970)[39], Morceaux calédoniens (1953, rééd. 1998),
- Jacques Nervat (Philippe Cabaneix, 1898-1982)...

Parmi les essayistes et scientifiques, linguistes, ethnologues, anthropologues :
- Maurice Leenhardt (1878-1954), et autour de lui les premiers auteurs kanak,
- Pierre Métais (1906-1999),
- André-Georges Haudricourt (1911-1996),
- R.P. Marie-Joseph Dubois (1913-1998)[40], Sorcelleries maréennes : le Kazé et la Paace (1949), Mythes et traditions de Maré (1975)[41], Généalogies de Maré (1978)[42],[43], Généalogies de l'Île des Pins (1978)[44], Histoire résumée de Mare (îles Loyauté) (1981), Kwenyii, l'île des Pins aux temps anciens (1982), Histoire résumée de Belep (1985),
- Maurice Lenormand (1913-2006),
- Jean Guiart (1925-2019), etc.

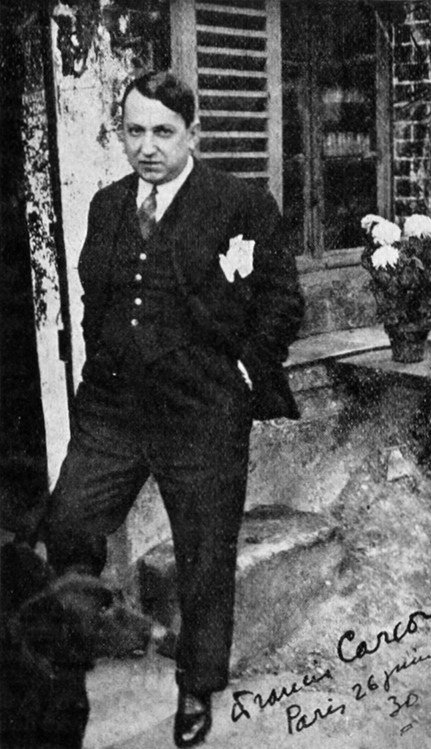
Francis Carco vers 1930

La Nouvelle-Calédonie a également vu naître ou a accueilli plusieurs auteurs renommés, en inspirant fortement tout ou partie de leur œuvre, dont 
- Francis Carco (1886-1958), qui a passé ses dix premières années dans la colonie.

Beaucoup des écrivains sont des Calédoniens d'origine européenne, pas toujours bienveillants.
Le métropolitain Michel Noirot (pseudonyme d'A. Stievenard, juge) passe une mauvaise année à Nouméa et publie en 1932 Niaoulis… la plaie calédonienne, pamphlet de « petit bourgeois halluciné et bien couard, […] fonctionnaire, en délicatesse avec sa hiérarchie, étalant ses rancœurs » (Bernard Capecchi, pages 57 et 84, réédition commentée du pamphlet (2008)).
Après 1945, les auteurs kanak apparaissent souvent avec un ton engagé en faveur de la revendication identitaire mélanésienne. 
Les plus représentatifs restent 
- Apollinaire Anova[47] (1929-1966), prêtre, premier écrivain kanak[48],[49], francophone,
- Jean-Marie Tjibaou (1936-1989)[50], le principal dirigeant indépendantiste des années 1970 et 1980,

### Époque contemporaine, depuis 1980

#### Bande Dessinée
La bande dessinée néo-calédonienne arrive tardivement, mais frappe fort.
La Brousse en folie de Bernard Berger (1957, Nouméa) permet de découvrir les singularités de la société néo-calédonienne à travers une expression humoristique accessible à tous. Cette série de bande dessinée, née en 1984, est chaque année parmi les plus gros succès d'édition de l'île. Elle a ouvert la voie à toute une bande dessinée calédonienne également incarnée aujourd'hui par Gielbé (frère de Bernard Berger, auteur de La Tribu Mathurin en 1998 et du duo Aglaé & Sidonie qui apparait sous la forme d'un comic strip quotidien dans Les Nouvelles calédoniennes pour commenter de manière humoristique l'actualité depuis 1995) ou Niko et Solo (respectivement dessinateur et scénariste de la série Frimeurs des Îles depuis 2002), ou Jilème, auteur de Léannie (7 albums depuis 2010), Adeline et Charlotte depuis 2009 et dessinateur de presse depuis 2005 pour "les Infos", "Les Nouvelles calédoniennes" et "le Chien bleu", ou Jar (dessinateur depuis 1997 de la série Le Sentier des Hommes, scénarisée par Bernard Berger). Un festival biennal de la bande dessinée et de l'image est organisé depuis 2003 à Boulouparis. 
Enfin, paraît en 2012 le premier tome de La fabuleuse histoire du destin commun (On refait pas l'histoire, Le pays d'entre-deux), série encore inachevée.

#### Roman
Quelques écrivains métropolitains (de passage) s'intéressent à la Nouvelle-Calédonie, dont
- Xavière Gauthier (1942-), avec L'Herbe de guerre (1992) et ses nombreux livres sur Louise Michel,
- A. D. G. (1947-2004), auteur de roman noir (Le Grand Sud, Joujoux sur le Caillou, Les billet nickelés, C'est le bagne, J'ai déjà donné…), resté célèbre pour ses idées d'extrême droite véhiculées dans ses livres et pour avoir été témoin de la période de la montée de l'indépendantisme puis des évènements des années 1980.
- Marie Lincourt (1948-), Kanake (Mercure de France, 1985)[54],
- Didier Daeninckx (1949-), avec Cannibale (1998), Le Retour d'Ataï (2002), Je tue Il (2003),
- Alice Zeniter (1986-), avec Frapper l’épopée[55] éditions Flammarion, 2024, 317p.  (ISBN 978-2-08-044059-4)

Les auteurs sont pour l'essentiel des résidents de Nouvelle-Calédonie.
- Laurence Leroux, e (?n 1986), L'archipel oublié(1989),
- Jacqueline Sénès[56], Un pays nommé caillou (1981), La Patache (1982), Terre et hommes de Nouvelle-Calédonie (1984),
- Jean Vanmai[57] (1940, Koumac), Chân Dâng (1980), Fils de Chân Dâng (1983), Nouméa-Guadalcanal (1988), trilogie Pilou-Pilou (1998-2002, Chapeau de paille, L'île de l'oubli, La ville aux mille collines,
- Marc Bouan (1946, Konè), L'écharpe et le kriss (2003),
- Déwé Gorodey ou Déwé Gordodé (1949-2022, Ponérihouën)[58], un temps membre du Gouvernement local chargé de la Culture,
  - Roman : L’épave (2005), Graines de pin colonnaire (2009), Tâdo, Tâdo, wéé ! Pirae (2012),
  - Nouvelles : Ûte Mûrûnû, petite fleur de cocotier (1994), L’Agenda (2015), Le Vol de la parole (avec Weniko Ihage)(2002),
  - Poésie : Sous les cendres des conques (1985), Dire le vrai / To Tell the Truth (avec Nicolas Kurtovitch)(édition bilingue de 18 poèmes (traduction anglaise de Raylene Ramsay et Brian Mackay)(1999), À l’orée du sable & La paix en soi (texte écrit avec Nicolas Kurtovitch)(2014),
  - Recueil d’aphorismes : Par les temps qui courent (1996),
  - Théâtre : Kënâké 2000 (pièce inédite, mise en scène par Pierre Gope lors du Festival des Arts mélanésiens à Nouméa en 2000),
- Claudine Jacques[59] (1953, Belfort)[60], 
  - Romans : Les Cœurs barbelés (1998), L’Homme-lézard (2002), L’Âge du perroquet-banane, parabole païenne (2003), Nouméa – Mangrove (2010), Un si long battement de coeur (2013), Le bouclier rouge (2014), Caledonia blues (2020)
  - Recueils de nouvelles : Nos Silences sont si fragiles (1995), Ce ne sont que des histoires d’amour (1996), Ce n’est pas la faute de la lune (1997), La Chasse (1999), À l’Ancre de nos vies (2000), Le cri de l’acacia (2007), La chasse et autres nouvelles (2009), Caledonia Blues (2020)
- Anne Bihan (1955, Le Pellerin)[61], Miroirs d’îles (1984),
- Pascal Gonthier[62] (1955, Roanne), Lapérouse, un destin égaré (1996), La dernière mort d'Eloi Machoro (1997), La chute de Drexell Neuman (1998), La trilogie du bout du monde (2006),
- Nicolas Kurtovitch (1955, Nouméa)[63], lui-même issu d'une famille implantée dans l'archipel depuis le XIXe siècle, et auteur contemporain néo-calédonien le plus productif et peut-être le plus connu. Son style est décrit par Jean-Claude Bourdais comme « une écriture en marche qui permet toujours une ascension », un itinéraire initiatique « toujours ancré dans l’espace ou le lieu dont il parle » qui débouche et se poursuit « par la défense et le combat permanent pour ce que le rêve a laissé entrevoir et permis d’atteindre. Seule la vigilance permet d’éviter que le rêve ne soit qu’un mirage »[64]. Son œuvre, mêlant culture occidentale et influences océaniennes ou orientales, cherche à « réconcilier deux mondes et rêve d'une fraternité universelle qui ne contredirait pas le lien au sol natal »[65]. Elle comprend[66] :
  - essentiellement des recueils de poésie : Sloboda en 1973, Vision d'Insulaire en 1983, Souffle de la nuit en 1985, L'Arme qui me fera vaincre en 1988, Homme montagne en 1993, Assis dans la barque en 1994, Avec le masque en 1997, Dire le vrai / To Tell the Truth qui est une édition bilingue de 18 poèmes avec l'auteur kanak Déwé Gorodey en 1999, On marchera le long du mur en 2000, Poème de la solitude et de l'exil en 2001, Autour Uluru et Ode aux pauvres en 2002, Le Piéton du Dharma qui a reçu le prix 2003 du Salon du livre insulaire d'Ouessant[67], Le dit du cafard taoïste, 2005,
  - des recueils de nouvelles : Forêt, Terre et Tabac en 1993 qui défend l'idée d'une « relation symbiotique avec l'univers naturel et spirituel »[68], Lieux en 1994 puis réédité en 2006 avec d'autres nouvelles et Totem en 1997,
  - des pièces de théâtre : Le Sentier Kaawenya en 1998 mis en scène pour l'inauguration du Centre culturel Tjibaou, Les dieux sont borgnes avec le dramaturge et metteur en scène kanak Pierre Gope en 2002 et La Commande en 2004,
  - un recueil de récits, Seulement des mots en 1977,
  - un roman, Good night friends, paru aux éditions « Au Vent des Îles » à Papeete en 2006, sur le thème d'un kanak qui a quitté sa terre pour aller à la ville et tombe dans une histoire d'envoûtement avec un meurtre, avec en toile de fond les questions du nom et de la terre dans la société kanak, du mélange des cultures (des mélanésiens qui aiment l'opéra), entre autres[69].
  - et des participations à plusieurs anthologies, ouvrages collectifs et revues, en Nouvelle-Calédonie et en France (notamment la revue Autrement et Passerelles),
- Jacqueline Exbroyat[70] (1931-2013[71],[72],[73]), Albert Lavigne, négociant, poète et communard (2002), Une île si longue (2006), Le colonel Gally-Passebosc (2007)[74], Le caillou sauvage (2010), Le feu de brindilles (2013),
- Frédéric Ohlen (1959-, Nouméa), Brûlures (2000), Premier sang (2001), Fils du ciel (2011), Quintet (2014),
- Catherine Laurent (1962-, Lorraine), Dernière Campagne (2003),
- Catherine Régent[75], Valesdir (1993), Justine ou un chapeau de paille (1995),
- Gonzague Phélip, Le Choc,
- Enguerrand Guépy[76] (1974-),
- Dany Dalmayrac[77],[78] (1958), juriste, anthropologue, Les sentiers de l'espoir (Kanak et Nippo-kanak) (2003), L'île monde (2004, nouvelles),
- José Lopez-Aguilera, récits autobiographiques sur la Nouvelle-Calédonie, les Îles Cook et Vanuatu,
- Samir Bouhadjadj (Maroc, 1977-), Le poids des rêves (2007), Le nouveau nez (2009), Le bal des innocents (2011),
- Arlette Peirano[79] (1951-, Agen), L'ensorceleuse des étoiles (1999), Kanak blanc (2001), Tabou suprême (2002), Métis de toi (2003), Le gardien de l'île noire (2005), Esclavardage (une arobase entre nous),
- Viviane Siorat-Dijou, Un jour, j'irai à Salazie (1999),
- Isabelle Flamand, Les rescapés (2010),
- Léopold Hnacipan[80], De séduction en séduction, Humanis éd., 2015, nouvelles,
- Evelyne André-Guidici[81], Okaï et choda, sur la route de l'ancienne légende, Humanis éd, 2016,
- Georges Nurdin,PhD[82] (Nouméa, 1954-), Wanamatcha!, éd L' Harmattan 2018 ; La Prophétie des Pétroglyphes,  éd. L' Harmattan 2020; AVA Nouméa Fatale , éd.L Harmattan 2023
- Rosada Alexandre[83] (Nouméa 1988-),  Sortir du désert, La montagne de la vérité, Paroles dans l'air du temps, Edmond Chartier, déporté, Pieds Noirs de Calédonie, Fils de lumière, Vagabondages initiatiques "L'amour révélé" 2021. Editions Écrire en Océanie.
- Joël Paul (1952, citoyen calédonien), né en 1952 en Picardie. Joël Paul débarque en Nouvelle-Calédonie à la fin des années soixante après un voyage de 45 jours à bord du Calédonien, paquebot des Messageries Maritimes. Marié et père de quatre enfants, cet authentique autodidacte est aussi blogueur littéraire ecrivainducaillou sur over-blog.  1998, La balade du petit tricot (prix jeunesse Bernheim) édité en 2007 par la direction provinciale de l’enseignement traduit en plusieurs langues vernaculaires, 2001 Le Ben Ameur, nouvelle, 2006 Coup de soleil sur le Caillou, recueil de nouvelles, 2008 Le Calédonien, roman, sélectionné dans plusieurs concours, 2009, Entropie Édilivre, 2011, Che si ascuiga le castagne ora, nouvelle prix des bibliothécaire de la province nord, C’est ça le destin commun une nouvelle/scénario pour le théâtre lauréate d’un concours de la bibliothèque Bernheim, 2012, Le Vigile du dispatcheur sélectionné dans le cadre du festival Ecrits d’ici : Métiers de nuit, monologue théâtraux a été lu, par la compagnie toulonnaise "Le Bruit des hommes", 2013, Mes nuits avec Roymata, recueil de nouvelles, Cthulhu et le tabou kanak finaliste du concours du Très très court Sort Édition, 2014, "I'have a dream" monologue concours "lâchez-vous" pour la fête des Fous à Lier, Les visiteurs de Château Hagen, roman, Nostalgie pour la compagnie théâtrale "Les Artgonautes, 2015, Allāhu ākbar", maison du livre (MLNC) en soutien à la liberté d'expression à la suite de l'attentat contre la rédaction de Charlie Hebdo, 2016, participation à l’écriture de Paroles de Thio, un spectacle de la compagnie Les Artgonautes, 2017, Les Moustaches de Tigres, roman lancé au salon de Papeete. Depuis 2017, participation dans de nombreux ouvrages collectifs, les Sillages de l'AENC, 2018, 2019,2020 et 2021 pour les SILO, salon international du livre océanien et Chroniques Insulaires 2019,2020 (paroles de Nouvelle-Calédonie) et Le Chaudron de Nick

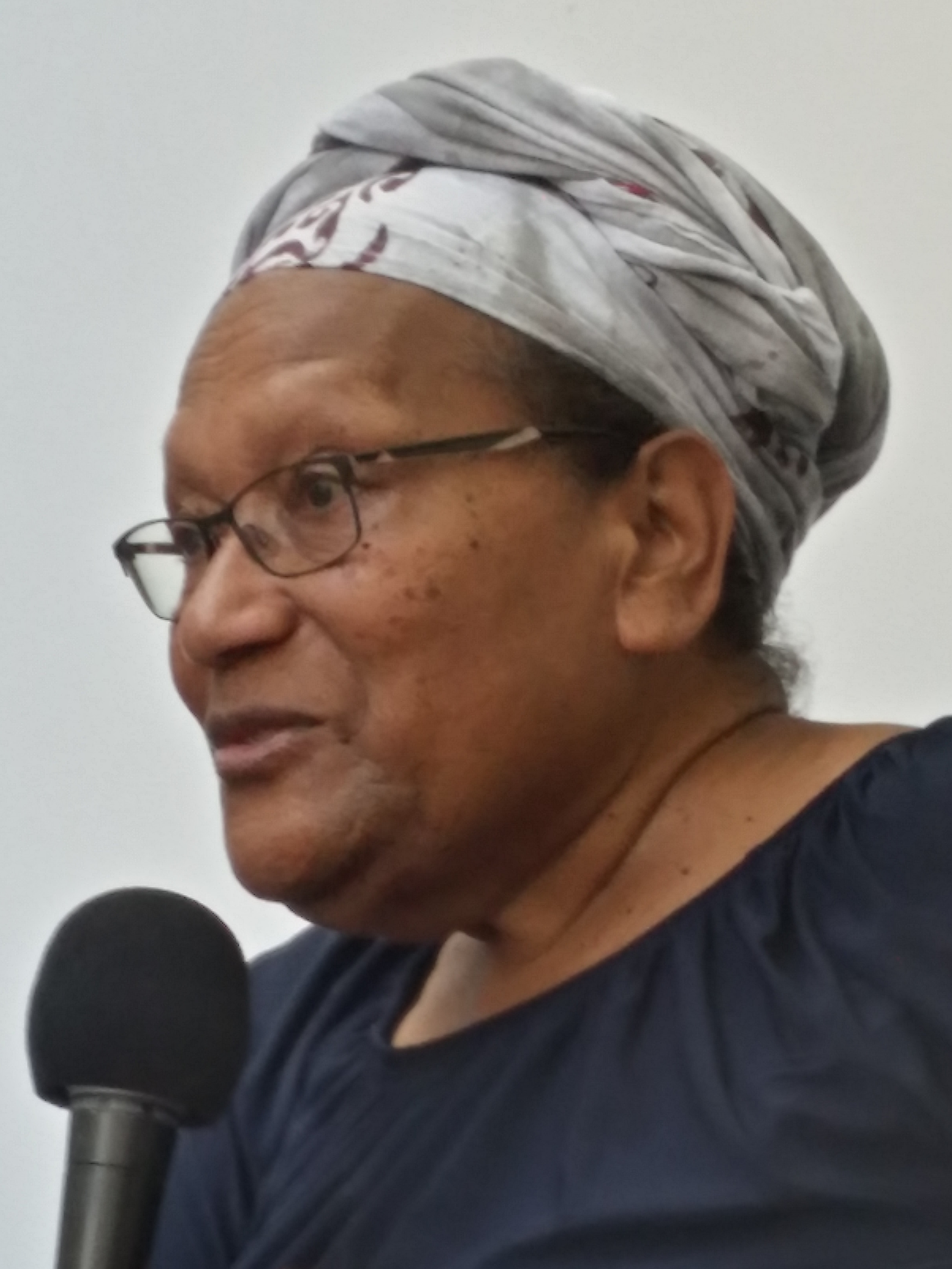
Déwé Gorodey
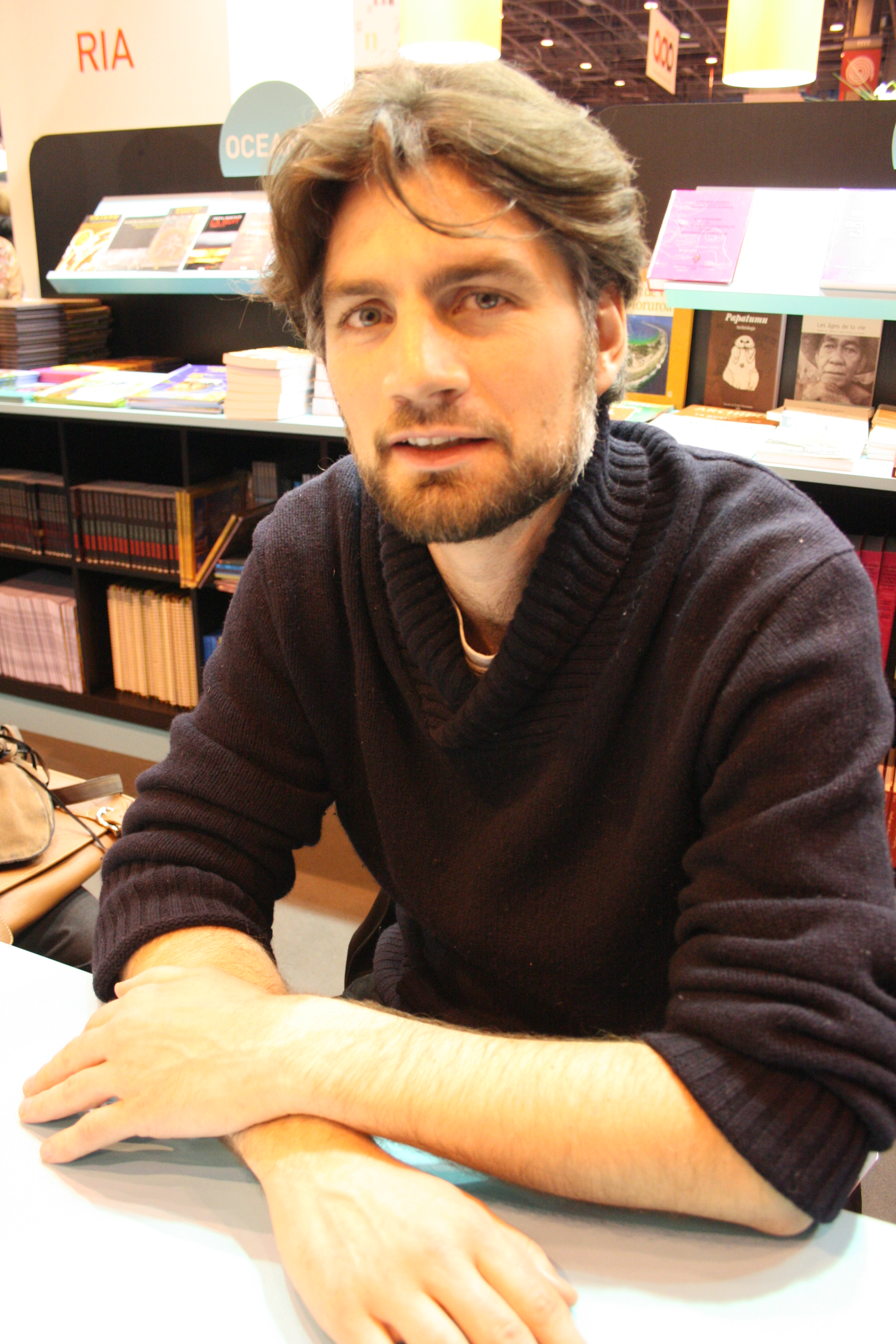
Enguerrand Guépy
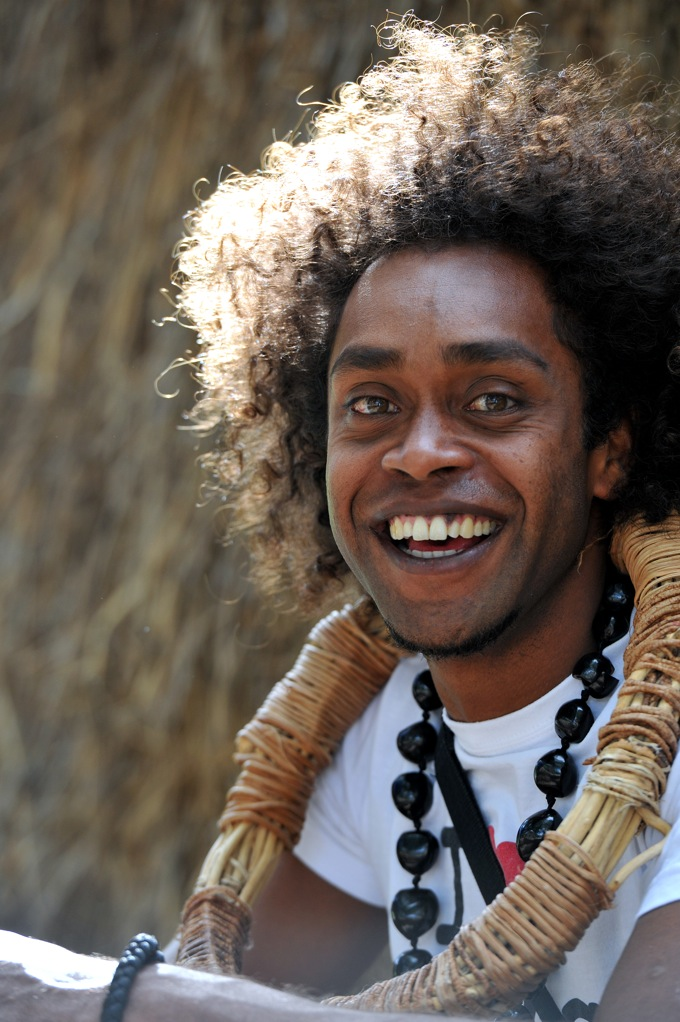
Paul Wamo

#### Théâtre
- Claudine Jacques (1953, Belfort), Ataï et moi (2011),
- Anne Bihan (1955, Le Pellerin), Le Café du phare (1983), Port-Nazaire (1986), Traversées (1997), L’Endormi-du-Bout-du-Ciel (1999), Crash (1999), Concordances, synopsis du spectacle d’entrée de la Nouvelle-Calédonie en l’an 2000 (1999), Théâtre pour la vie (2000), La Leçon de l’Inévitable (2000), Façades (2001), Parades (À)(2002), Nouméa: Traversées (2004), V ou Portraits de famille au couteau de cuisine (2003), Lieux-dits (Eau de vie et Et le chant des oiseaux sur l’arbre du monde)(2002), Collision (2004), Collision et autres traversées (2007),
- Catherine Laurent (1962, Lorraine), Les jours perdus (2014),
- Pierre Gope (1966, Maré)[84],[85], poète et dramaturge, kanak de Maré. Une de ses pièces, Les Champs de la Terre, fable poétique inspirée du folklore calédonien et surtout kanak, a ainsi été représentée au Festival d'Avignon en 2006 et a fait ensuite l'objet d'une tournée en Europe. Autres œuvres : Où est le droit ? Okorentit ? (1997), Les dieux sont borgnes (2002, avec Nicolas Kurtovitch,  Wamirat, le fils du chef de Pénélo (1992), Les Murs de l'oubli (2003)...
- Emmanuel Istivie[86],

Des spectacles kanak réinventent des formes moins littéraires d'art vivant sur scène, mêlant danse, musique et chant.

#### Poésie
- Wanir Wélépane, pasteur, Aux vents des îles (1993),
- Marc Bouan (1946, Konè), Planète inquiète (2004),
- Jean-Claude Bourdais (1949, banlieue parisienne), L'arbre à bière (1997), L'arbre à souvenirs (2000), Nouméa culpa (2002),
- Anne Bihan (1955), Ton ventre est l’océan (2011),
- Frédéric Ohlen (1959, Nouméa))[87], La Voie solaire (1996), La peau qui marche et autres poèmes (1999), Le Marcheur insolent (2002), La Lumière du monde (2005), Anima aeterna (2010 ?),
- Catherine Laurent (1962, Lorraine), Le Cœur tranquille (1999), Jardin intérieur (2005),
- Katia Imasango (1964, Nouvelle-Calédonie), Comme un arbre dans la ville (2000), La main qui parle (2002), En Chemin (2002), Pour tes mains sources (2011),
- Denis Pourawa (1974, Nouméa), Entre voir : les mots des murs (2006), La Tarodière (2010),
- Paul Wamo (1981, Wetr/Lifou)[88], Le Pleurnicheur (2006), J’aime les mots (2008),
- Fabienne Bétend, Ataïa (2001),
- Luc Enoka Camoui,

#### Essais
- Louis-José Barbançon (1950, Nouméa), Le Pays du non-dit: Regards sur la Nouvelle-Calédonie (1992), La Terre du lézard (1995), Le Javelot brisé (1997),
- Chantal Deltenre, Camp Est, Journal d'une ethnologue au centre pénitentiaire de Nouméa, Nouvelle Calédonie, Editions Anacharsis, 2022 (ISBN 979-1027-904-440)

#### Sciences
Études en sciences humaines :
- Alban Bensa (1948-2021),
- Roger Boulay[89],[90],[91],[92]
- Gilbert Bladinières[93],[94]
- Marc Coulon[95],[96]
- Joël Dauphiné[97],[98],[99],[100]
- Paul de Deckker[101]
- Roselène Dousset-Leenhardt[102],[103]
- Didier Fassin (1955-)[104]
- Hélène Ibanez Bueno, Art vivant : Nouvelle-Calédonie, l'art au passage du XXIe siècle (2005)[105],[106],
- Charles Illouz (1952-)[107],[108],[109],[110]
- Dominique Jouve[111]
- Ismet Kurtovitch (1954-),
- Françoise Létoublon, La tribu dans la ville, le 4e kilomètre, Val Rolda (1996),
- Isabelle Merle[112],[113],[114]
- Michel Naepels[115],[116]
- Christine Pauleau[117],[118],
- Jean-Marc Pidjo, Le mwa teâma mwalebeng et le fils du soleil : organisation de l'espace foncier kanak en pays mwalebeng (2003),
- Jean-Claude Rivierre, Mythes et contes de la Grande-Terre et des îles Loyauté (Nouvelle-Calédonie) (1980),
- Jacqueline Sénès[119],
- Éric Wittersheim[120],[121]
- Linguistes : Maurice Leenhardt, Jacqueline de La Fontinelle, Michel Aufray, Claire Moyse-Faurie, Jean-Claude Rivierre, Françoise Ozanne-Rivierre, Léonard Drilë Sam, Claude Lercari, Angy Boehe, Jacques Vernaudon, Véronique Fillol, Weniko Ihage,
- Sociologues : Patrice Godin, Hamid Mokaddem
- Economiste : Georges Nurdin Ph.D ( International Corporate Governance and cross cultural Management, Emerging Multinationals, La méthode MBM, Leadership in Action, le temps des turbulences, Gouvernance et conseil d' administration, Gouvernance et investisseurs en capital, Gouvernance et filiales de groupe, Gouvernance et cybersécurité)

#### Presse
La presse ne se limite pas au quotidien Les Nouvelles calédoniennes ni au mensuel satirique Le Chien bleu.

#### Revues
- La Raison (1954-1957)[124]
- Le Réveil canaque (1970-1974)[125]
- Nouvelles 1878 (1975-1980)[126]
- Kanak (1976)
- Kanak immigré (1981-1990)

#### Associations
Une Association des écrivains de Nouvelle-Calédonie est fondée en 1996 par un collectif autour de Nicolas Kurtovitch.
En 1996, est créé le prix "Livre Mon Ami" décerné par des enfants âgés de 9 à 13 ans vivant en Nouvelle-Calédonie à un ouvrage de littérature d'enfance et de jeunesse de parution récente et de langue française. L'auteur qui remporte le prix est ensuite invité à se rendre en Nouvelle-Calédonie pour rencontrer ses jeunes lecteurs.
Depuis 2007, la Maison du Livre de Nouvelle-Calédonie, association (loi de 1901) MC-MLNC fédère associations, auteur, éditeurs, imprimeurs, relieurs, diffuseurs, distributeurs, libraires, bibliothèques, médiathèques, afin de favoriser l'accès de tous au livre et à la lecture. Installée dans la Maison Célières, 21 rue du Port-Despointes (Nouméa), de 2007 à 2017, elle emménage dans le pavillon Eiffel de la bibliothèque Bernheim, 41, av. du Maréchal Foch (Nouméa). 
L'association néo-calédonienne Écrire en Océanie vise à la promotion de l'écrit en Océanie, publie la revue trimestrielle Épisodes. Elle publie aussi de très nombreux auteurs  comme Léopold Hnacipan, Frédérique Viole, Evelyne André-Guidici, Noëlla Poemate et promeut les écrivains émergents comme Isa Quala ou Dick Samuel Ukeiwé.

#### Maisons d'édition
La Nouvelle-Calédonie, vieille terre d'édition, publie les productions contemporaines auprès d'éditeurs variés :
- France : L'Harmattan, Karthala, La Table ronde, Le Serpent à Plumes, Vents du sud[132]...
- Papeete : Au Vent des îles[133], Les éditions du Pacifique[134]...
- Nouméa : Presses universitaires de la Nouvelle-Calédonie (PUNC), Éditions du Cagou, Grain de sable[135], Plume de notou[136], Joy[137], Imprimeries réunies de Nouméa[138], Solaris[139], IRD[140], ADCK, Globasia, Madrépores[141], , l'Éclectique[142], Éditions Humanis[143], Pearl, Tiaa-Manu, Île de Lumière, Expressions, Le Rocher-à-la-voile, Bois de jade, La Brousse en folie, L’Herbier de Feu, etc.

#### Recherche
- Revue Notre Librairie (Revue des littératures du Sud), no 134, mai-août 1998, Littérature de Nouvelle-Calédonie,
- CORAIL, Coordination pour la recherche dans les arts et lettres en Océanie,
- Transcultures, centre de recherche de l'Université française du Pacifique (UFP) puis de l'université de la Nouvelle-Calédonie jusqu'en 2088, devenu ensuite le Centre des nouvelles études sur le Pacifique (CNEP),
- François Bogliolo, Paroles et écritures. Anthologie de la littérature calédonienne, Nouméa, Cagou éd., 1994,
- Anne-Marie Nisbet, Littérature néo-calédonienne (Québec, éd; Naaman, 1995),
- Collectif (dir. de collection, dir. d'ouvrage: Gilbert Bladinières), Chroniques du pays kanak, 4 tomes, dont le no 3 sur Arts et Lettres, Nouméa, 1999, Planète Mémo éd,

#### Nouvelle-Calédonie
- Culture en Nouvelle-Calédonie,
- Association des écrivains de Nouvelle-Calédonie
- Agence de développement de la culture kanak, Académie des langues kanak
- Science et recherche en Nouvelle-Calédonie, Système éducatif en Nouvelle-Calédonie
- Théâtre : Chapitô, Xötr
- Bande dessinée calédonienne

#### Océanie
- Salon international du livre océanien
- Littérature océanienne, Littérature australienne, Littérature néo-zélandaise
- Liste d'écrivains océaniens (en)
- Culture d'Océanie (en)